# Гура Бордулуј (Хунедоара)
Гура Бордулуј (рум. Gura Bordului) насеље је у Румунији у округу Хунедоара у општини Лунка Черниј Де Жос. Oпштина се налази на надморској висини од 659 m.

## Становништво
Према подацима из 2002. године у насељу је живело 81 становника, од којих су сви румунске националности.